# Кася Смутняк
Катерина Ганна Смутняк (пол. Katarzyna Anna Smutniak; нар. 13 серпня 1979 в м. Піла, Польща), більш відома як Кася Смутняк (польськ. Kasia Smutniak) — італійська модель, акторка й кінорежисерка польського походження.

## Біографія
Кася Смутняк почала модельну кар'єру у 15 років. У 17 років Смутняк виграла модельний конкурс в Польщі і переїхала до Італії. Акторську кар'єру почала 2000 року з італійського фільму «В потрібний час». У 2007 році за головну роль у фільмі «Все в твоїх руках» була відзначена кінопремією «Срібна стрічка» та італійським «Золотим глобусом» як найкраща нова акторка. Широкій авдиторії вона відома роллю Кароліни у фільмі 2010 року «З Парижа з любов'ю», де знімалася з Джоном Траволтою і Джонатаном Ріс-Маєрсом. У 2014 році Смутняк була номінована на італійську кінопремію «Давид ді Донателло» за роль у фільмі «Пристебніть ремені», також була нагороджена «Срібною стрічкою».
4 вересня 2004 року Смутняк в Римі народила доньку Софію від свого давнього друга, актора П'єтро Тариконе, який загинув 29 червня 2010 року від нещасного випадку під час стрибка з парашутом. У 2014 році вона народила сина Леона від кінопродюсера Доменіко Прокаччі.
Крім рідної польської, вона вільно говорить російською, англійською та італійською.

## Фільмографія
- 2000 — В потрібний час / Al momento giusto — Серена
- 2002 — Хакер / Haker — Лаура
- 2004 — Останній 3 — Розвідник / Ultimo 3 — L infiltrato (телефільм) — Анна Де Роса
- 2004 — Радіо Вест / Radio West — Илиана
- 2004 — Зараз і назавжди / Ora e per sempre — Саллі
- 2004 — 13 за столом / 13dici a tavola — Ганна
- 2006 — Китайська дружина / La moglie cinese (міні-серіал) — Ілля
- 2007 — Джузеппе Москаті: Зцілювальна любов / Giuseppe Moscati: l'amore che guarisce (телефільм) — Олена
- 2007 — Це моя земля / Questa è la terra mia vent'anni dopo (міні-серіал) — Ілля
- 2007 — Все в твоїх руках / Nelle tue mani — Маві
- 2008 — Тихий хаос / Caos calmo — Йоланда
- 2008 — Карнера: Ходяча гора / Carnera: The Walking Mountain — Емілія Терсини
- 2009 — Гол! 3 / Goal III: Taking on the World — Софія Тарделлі
- 2009 — Барбаросса / Barbarossa — Елеонора
- 2010 — З Парижа з любов'ю / From Paris with Love — Каролін
- 2010 — Пристрасть / La passione — Катерина
- 2010 — Зіткнення цивілізацій в ліфті на площі Вітторіо / Scontro di civiltà per un ascensore a Piazza Vittorio — Джулія
- 2012 — Четверта влада / Die vierte Macht — Катя
- 2013 — Політ — Велика історія Доменіко Модуньо / Volare — La grande storia di Domenico Modugno (телефільм) — Франка
- 2013 — Всі проти всіх / Tutti contro tutti — Ганна
- 2013 — Ласкаво просимо, президент! / Benvenuto Presidente! — Дженіс
- 2014 — Пристебніть ремені / Allacciate le cinture — Елена
- 2015 — Декамерон / Maraviglioso Boccaccio — Гисмонда
- 2016 — Ідеальні незнайомці / Perfect Strangers — Єва
- 2017 — Не твоє тіло / Moglie e marito
- 2018 — Сільвіо та інші / Loro — Кіра
- 2021 — Доміна (телесеріал) / Domina — Лівія Друзілла

## Нагороди та номінації
| Давид ді Донателло | Давид ді Донателло | Давид ді Донателло   | Давид ді Донателло |
| Рік                | Назва              | Категорія            | Результат          |
| ------------------ | ------------------ | -------------------- | ------------------ |
| 2014               | Пристебніть ремені | Найкраща жіноча роль |                    |

| Срібна стрічка | Срібна стрічка                               | Срібна стрічка             | Срібна стрічка |
| Рік            | Назва                                        | Категорія                  | Результат      |
| -------------- | -------------------------------------------- | -------------------------- | -------------- |
| 2008           | Все в твоїх руках                            | Європейська срібна стрічка |                |
| 2013           | Всі проти всіх і Ласкаво просимо, президент! | Найкраща жіноча роль       |                |
| 2014           | Пристебніть ремені                           | Найкраща жіноча роль       |                |

| Золотий глобус | Золотий глобус    | Золотий глобус             | Золотий глобус |
| Рік            | Назва             | Категорія                  | Результат      |
| -------------- | ----------------- | -------------------------- | -------------- |
| 2008           | Все в твоїх руках | Найкраща акторка-відкриття |                |
| 2008           | Все в твоїх руках | Найкраща акторка           |                |